# Karel Fallada
Karel Fallada (? - 17. března 1925) byl český fotbalista, obránce. Povoláním byl řezník a po ukončení kariéry tým podporoval - pořádal pro mužstvo Sparty hostiny.

## Fotbalová kariéra
Hrál za AC Sparta Praha v předligové éře. Mistr Mistrovství Českého svazu fotbalového 1912 a vítěz Pohár dobročinnosti 1909. Za Spartu hrál v obraně s Miroslavem Pospíšilem, v sestavě jej nahradil Antonín Hojer.